# Nio Böcker om Räknekonsten
Nio Böcker om Räknekonsten, eller Jiuzhang Suanshu, är en kinesisk bok som sammanfattar det matematiska kunnandet i Kina under århundradet f. Kr. Då verket har utvidgats och omformulerats under cirka 900 år innan dess, så finns ingen enskild författare. Likt Elementa så har Nio Böcker om Räknekonsten haft stor betydelse för matematiker, men då främst inom den kinesiska traditionen. 
Boken består av nio olika böcker, eller kapitel, som alla behandlar olika områden inom matematiken. Nio Böcker om Räknekonsten riktas till stor del mot att lösa praktiska problem, då innehållet är formulerat i form av ett påstående, en fråga och ett svar. 

## Bokens innehåll
Bokens innehåll redovisas främst utifrån en svensk bok i matematikhistoria , där de svenska översättningarna till stor del är hämtade från. 
I boken nämns flera olika enheter, dessa sammanfattas kort i tabeller nedan. Tabellerna är konstruerade från radenheten till kolumnenheten. Siffran i rutan där raden och kolumnen möts, talar om hur många enheter av kolumnen som en enhet av raden motsvarar. Exempelvis så är 1 bu=6 chi. 
|       | zhang                 | chi                             | bu                              | cun                              | li                                 |
| ----- | --------------------- | ------------------------------- | ------------------------------- | -------------------------------- | ---------------------------------- |
| zhang | -                     | {\displaystyle {\frac {1}{10}}} | {\displaystyle {\frac {1}{60}}} | {\displaystyle {\frac {1}{100}}} | {\displaystyle {\frac {1}{18000}}} |
| chi   | {\displaystyle 10}    | -                               | {\displaystyle {\frac {1}{6}}}  | {\displaystyle {\frac {1}{10}}}  | {\displaystyle {\frac {1}{1800}}}  |
| bu    | {\displaystyle 60}    | {\displaystyle 6}               | -                               | {\displaystyle {\frac {6}{10}}}  | {\displaystyle {\frac {1}{300}}}   |
| cun   | {\displaystyle 100}   | {\displaystyle 10}              | {\displaystyle {\frac {10}{6}}} | -                                | {\displaystyle {\frac {1}{180}}}   |
| li    | {\displaystyle 18000} | {\displaystyle 1800}            | {\displaystyle 300}             | {\displaystyle 180}              | -                                  |

Tabellen ska utläsas så att en enhet av raden motsvarar antalet enheter detta motsvarar i kolumnen. 
Exempelvis så är 1 bu=6 chi.  
```
 Area-enheten mu motsvarades av cirka 240 (kvadrat) bu.
```

|       | dou                             | sheng              |
| ----- | ------------------------------- | ------------------ |
| dou   | -                               | {\displaystyle 10} |
| sheng | {\displaystyle {\frac {1}{10}}} | -                  |

### Bok 1: Fältmätningar
Boken behandlar areaberäkningar av plana ytor, samt de bråkberäkningar som dessa kan ge upphov till. Nedan följer det första problemet
```
 Givet ett fält som är 15 bu brett och 16 bu långt. Säg mig hur mycket fält?
 Svar en mu. 
 
 Regel för rektangulära fält.
 Multiplicera antalet bu i bredd med det i längd för att få produkten i bu.
 Division med omräkningsfaktorn 240 bu i 1 mu ger antalet mu. 100 mu gör 1 qing.
```

Regeln tillämpar samma grundläggande areaberäkningsformler för rektanglar som den vi använder idag. 
{\displaystyle A=l\cdot b}
Sedan måste ytterligare beräkningar göras på grund av att enhetssystemet i vissa avseenden är mer komplicerat än det vi använder. Är måtten vi använder för ektangelns sidolängder angivet i meter, så är den motsvarande areaenheten kvadratmeter. Längdenheten som används i exemplet ovan är bu, och areaenheten mu motsvarar inte en kvadratbu, utan 240, därmed måste ytterligare en beräkning genomföras. 
Noterbart är att själva uträkningarna inte återfinns i boken, utan svaret ges direkt. Beräkningarna som utförs ser med dagens beteckningar ut enligt följande:
A=area i mu
b = 15 bu
l = 16 bu
Arean, uttryckt i (kvadrat) bu är:
{\displaystyle A=l\cdot b=15\cdot 16=240}
Då area anges i enheten mu, en mu motsvarar ca 240 (kvadrat) bu, så fås slutresultatet i mu genom:
{\displaystyle A={\frac {240(bu)}{240}}=1}

### Bok 2: Hirs och ris
Boken har en stark sammankoppling till byteshandel, bland annat genom att treregeln används. Treregeln används exempelvis för att beräkna vilken mängd okrossad hirs som motsvarar värdet av en viss mängd krossad hirs. Förhållandet mellan dessa mängder är proportionella, så givet att en uppsättning av par och den mängd man önskar byta så kan mängden som fås i utbyte beräknas.  Nedan följer den generella treregeln, Junyou 
```
 Ta det givna talet och 
multiplicera
 med det sökta måttet. [ Produkten är] shi [dividend]. 
 Det givna måttet är fa [divisor]. 
Dividera
 shi med fa. 
```

Det givna måttet och det givna talet är två olika mängder av samma vara, medan det sökta måttet är för en annan vara. Idag brukar det givna måttet betecknas med p, det givna talet med f och det sökta måttet med i. Regeln kan då formuleras
{\displaystyle {\frac {f\cdot i}{p}}}
För att demonstrera denna regel används ett exempel från boken. 
```
 Hirs, 1 dou, önskas som krossad hirs. Säg: hur mycket får man? Svar: Som krossad hirs: 6 Sheng.
```

För att lösa detta problem med hjälp av treregeln så behövs bytesreglerna för krossad hirs: 50 mått hirs motsvarar 30 mått krossad hirs.  Med modernt skrivsätt kan problemet formuleras och lösas:
p = 50 enheter hirs
f = 1 dou hirs
i = 30 enheter krossad hirs 
Mängden krossad hirs uttryckt i dou blir:
{\displaystyle {\frac {f\cdot i}{p}}={\frac {1\cdot 30}{50}}={\frac {3}{5}}}
Då detta tal är mindre än en duo, används enheten sheng. Då 1 dou är 10 sheng, blir mängden krossad hirs uttryckt i sheng:
{\displaystyle 10\cdot {\frac {3}{5}}={\frac {30}{5}}=6}

### Bok 3: Proportionell fördelning
Boken behandlar hur en helhet ska fördelas utifrån givna förutsättningar, samt varianter av trereglen.

### Bok 4: Kort bredd
I boken beräknas bland annat bredden av en rektangel, vars area och långa sida är känd. Framförallt så beskrivs hur kvadratroten och kubikroten ur tal beräknas. 
Till skillnad från vad som är normen i Nio böcker om Räknekonsten, så utförs beräkningarna i boken då kvadratroten ut ett tal beräknas.

### Bok 5: Rådgivning för konstruktioner
Den femte boken behandlar olika kroppars volymer. Det finns exempel på när sidorna är kända och volymen söks, och när volymen är känd och sidans längd söks.

### Bok 6: Rättvis uppbörd
Proportionell fördelning och omvänd proportionalitet, samt hastighetsproblem är några av de ämnesområden som behandlas i boken.

### Bok 7: Överskott och underskott
Även den sjunde boken behandlar proportionalitet och linjära samband,  dock i mer generella situationer än i tidigare böcker. De består ofta av både en fast och en proportionellt växande del.

### Bok 8: Rektangulära scheman
Här beskrivs hur rektangulära scheman skapas och används för att lösa linjära ekvationssystem.
Det är även här som talet noll och negativa tal används för första gången, och dess räkneregler beskrivs.

### Bok 9: Bas höjd (rätvinkliga trianglar)
I den sista boken behandlas rätvinkliga trianglar och vad vi kallar Pythagoras sats.
Det avslutande problemet i boken behandlar en avbruten bambu och kan lösas med hjälp av Pythagoras sats. Problemet lyder:
```
 Givet nu en bambu 1 zhang hög, som är bruten så dess spets rör marken 3 chi bort från basen. 
 Säg vad är dess höjd vid brottet? Svar: 4  11/20 chi
 
 Metod: kvadrera avståndet från basen, dividera detta med höjden. 
 Subtrahera resultatet från höjden och halvera skillnaden för att få höjden vid brottet. 
```

Bambustråt bildar en rätvinklig triangel, där marken och den icke avbruntna delen av bambun är kateterna och den avbrutna delen är hypotenusan. Då bambuns mått i uppgiften är 1 zhang så kommer den sökta höjden vara mindre än en zhang, enheten omvandlas till chi. Då 1 zhang är 10 chi får vi den totala bambuländen 10 chi. För att lösa problemet med det skrivsätt som vi använder i dag så benämns höjden vid brottet för x. Sidornas längd blir då x chi (stående bambu), {\displaystyle 10-x} chi (avbruten bambu) och 3 chi (marken). Pythagoras sats ger då:
{\displaystyle x^{2}+3^{2}=(10-x)^{2}}
{\displaystyle x^{2}+3^{2}=10^{2}-2\cdot 10\cdot x+x^{2}}
{\displaystyle 3^{2}=10^{2}-2\cdot 10\cdot x}
{\displaystyle x={\frac {10-{\frac {3^{2}}{10}}}{2}}}
{\displaystyle x=4{\frac {11}{20}}}
Vilket alltså stämmer med svaret som anges till uppgiften. Notera att den näst sista ekvationen beskriver precis samma sak som den metod som angavs i boken. 
Metod: kvadrera avståndet från basen. 
{\displaystyle 3^{2}}
dividera detta med höjden. 
{\displaystyle {\frac {3^{2}}{10}}}. 
Subtrahera resultatet från höjden
{\displaystyle 10-{\frac {3^{2}}{10}}}
och halvera skillnaden för att få höjden vid brottet
{\displaystyle {\frac {10-{\frac {3^{2}}{10}}}{2}}}